# Die kanadische Reise
Die kanadische Reise ist ein französisch-kanadisches Filmdrama von Philippe Lioret aus dem Jahr 2016. Es beruht lose auf dem Roman Si ce livre pouvait me rapprocher de toi von Jean-Paul Dubois.

## Handlung
Der in Paris lebende 33-jährige Angestellte Mathieu erhält einen Anruf aus Montréal: Sein Vater Jean Edel, den er nie kennengelernt hat, ist vor Kurzem verstorben und habe ihm ein Päckchen hinterlassen. Mathieu entschließt sich, zur Beerdigung seines Vaters nach Kanada zu reisen, um herauszufinden, wer er war. Jean hatte zudem zwei weitere Söhne, die Mathieu kennenlernen will. Am Flughafen wird er von Jeans langjährigem Freund, dem Arzt Pierre, erwartet, der ihn zum Hotel fährt. Pierre ist wenig angetan davon, dass Mathieu nach Montréal gekommen ist, da Jeans Familie nichts von seiner Existenz weiß. Als Mathieu in sein Hotel eincheckt, übergibt Pierre ihm Jeans Paket, das er eigentlich per Post zuschicken wollte. Es enthält das Gemälde eines Jungen, der nach oben schaut. Das Gemälde ist wertvoll und Mathieu meint, es nicht annehmen zu können, habe er seinen Vater doch gar nicht gekannt.
Pierre erzählt Mathieu von Jean: Dieser habe Mathieus Mutter einst auf einem Ärztekongress in Paris kennengelernt, an dem Jean und Pierre teilnahmen. Sie verliebten sich, doch sei Jean planmäßig nach Hause geflogen. Nach der Nachricht der Schwangerschaft hätten weder Jean noch Mathieus Mutter weiter Kontakt gehabt, was Jean jedoch zeitlebens bereut habe. Pierre will nicht, dass Mathieu seine Brüder Samuel und Benjamin kontaktiert. Als Mathieu beginnt, auf eigene Faust nach seinen Geschwistern zu suchen, stellt Pierre den Kontakt schließlich her. Jean ist beim Angeln auf einem See ertrunken: die Leiche wurde noch nicht gefunden. Samuel und Benjamin planen, nach der Leiche zu suchen, und Pierre und Mathieu schließen sich an. Pierre stellt Mathieu dabei als Sohn eines Freundes aus Frankreich vor. Während der kurzen Zeit am See erkennt Mathieu, dass seine Brüder unsympathisch sind: Während Benjamin hofft, die Leiche zu finden, um schneller den Totenschein und damit Jeans Erbe zu erhalten, reagiert Samuel nach dem Genuss von Alkohol aggressiv und wütend. Nach der ersten Nacht sieht Mathieu keinen Sinn mehr darin, in Kanada zu bleiben; der Tote hat für ihn keine Bedeutung, wohl aber sein eigener Sohn, der bei seiner Exfrau lebt und dessen Judoturnier er aufgrund der Beerdigung verpassen würde.
Mathieu entschließt sich, vor der Beerdigung abzureisen. Das Gemälde will er der Familie zurückgeben, sodass Pierre ihm ein Stethoskop seines Vaters schenkt, der wie er Arzt war. Pierres Tochter Bettina sieht am Abend vor Mathieus Abreise das alte Bild und erkennt, dass Pierre es einst in einer Galerie gesehen hatte und davon begeistert war. Jean jedoch habe es sich leisten können und sofort gekauft. Auf einem alten Foto entdeckt Mathieu schließlich das Stethoskop, das Pierre ihm geschenkt hat – es ist Pierres gewesen und er war in Wirklichkeit derjenige, der mit Mathieus Mutter eines Liebesaffäre hatte. Von Pierres Frau Angie erfährt Mathieu, dass Pierre Krebs im Endstadium hat, sich jedoch einer rettenden Chemotherapie verweigert. Sie bittet Mathieu, auf ihn einzureden. Mathieu macht Pierre deutlich, dass er weiß, dass er und nicht Jean sein Vater ist. Auf dem Weg zum Flughafen beginnt auch Angie, Verdacht zu schöpfen. Kurz vor der Abreise erklärt Mathieu seinem Vater, dass er ihn gerne wiedersehen möchte – gesund. Pierre willigt ein. Mathieu und Pierre sehen sich beim Abschied lange wortlos an. Das Bild nimmt Mathieu mit nach Paris.

## Produktion
Die kanadische Reise wurde von Mai bis Juli 2015 in Frankreich und Kanada gedreht. Drehorte waren unter anderem Paris, Montréal, ein See bei Saint-Zénon sowie der Flughafen Montréal-Trudeau. Die Kostüme schuf Ginette Magny, die Filmbauten stammen von Yves Brover-Rabinovici und Colombe Raby. Bei dem im Film zentralen Gemälde handelt es sich um ein Werk aus dem 19. Jahrhundert mit dem Titel Jeune garçon levant les yeux au ciel. Arbeitstitel des Films waren Le garçon bzw. Les yeux au ciel.
Die kanadische Reise erlebte am 28. August 2016 auf dem Festival du film francophone d’Angoulême seine Premiere und lief drei Tage später in den französischen Kinos an. Deutscher Kinostart war am 14. Dezember 2017.

## Kritik
„Nichts ist so, wie es scheint, in diesem französischen Familienfilm“, konstatierte die Mittelbayerische Zeitung: „Gelassen und mit viel Gespür für Zwischentöne erzählt Regisseur Philippe Lioret von lange gehüteten Geheimnissen und dem Entdecken neuer Verbindungen.“ Der Tagesspiegel befand, dass es „kein Film für Ungeduldige“ sei, und nannte Die kanadische Reise zusammenfassend interessant. Für die Süddeutsche Zeitung handelte es sich bei Die kanadische Reise um einen „kleinen, eindringlichen Thriller“. Die Glocke schrieb, dass Lioret „ein feinfühliges Beziehungsdrama inszeniert [habe], das mit Überraschungen und falschen Fährten gespickt ist und am Ende einen Hauch zu betulich und harmonieselig endet.“ Es sei ein „warmherziger Film mit Wendungen und Enthüllungen, die nicht auf laute Konflikte, sondern auf leise[…] Zwischentöne setzen.“ „So natürlich, so bescheiden, und gerade deshalb so weltbewegend kann Kino in seinen besten Momenten sein“, befand Die Furche, und nannte Die kanadische Reise ein „Kinojuwel“.

## Auszeichnungen

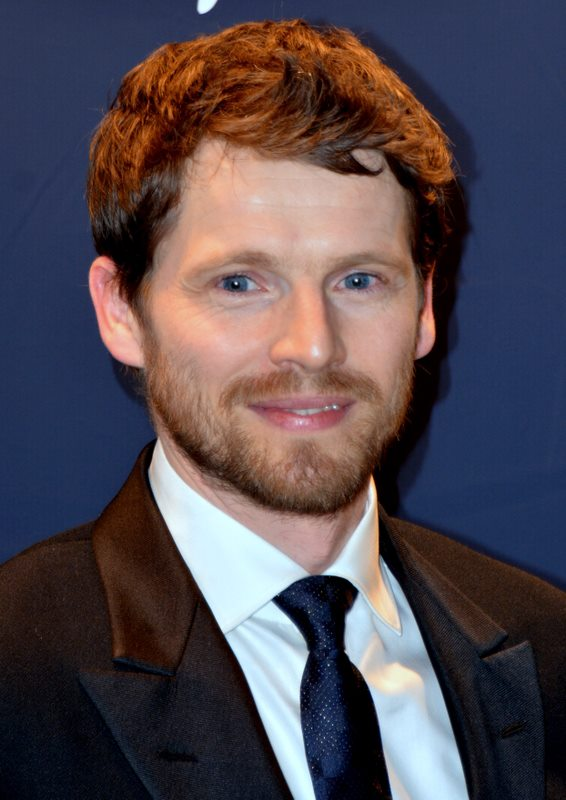
Pierre Deladonchamps bei der César-Verleihung 2017

Auf dem niederländischen Film by the Sea Filmfestival wurde Philippe Lioret 2016 für den Prix TV5Monde nominiert. Gabriel Arcand gewann 2017 für seine Darstellung des Pierre den Tiantian Award des Beijing International Film Festival und war für einen César als Bester Nebendarsteller nominiert. Pierre Deladonchamps erhielt 2017 eine Nominierung für den Prix Lumières als Bester Darsteller und eine César-Nominierung als Bester Hauptdarsteller.